# Гуманитарный фонд
«Гуманитарный фонд» — газета, посвящённая современному искусству. Выходила в Москве с 1989 по 1994 год.

## История
Первоначально газета выходила под названием «Экспресс-информация», с августа 1989 года — под названием «Центр», с 1990 года — «Гуманитарный фонд». Тираж колебался от 25 до 5000 экземпляров; в основном — около 500 экземпляров. За всё это время, примерно с недельной периодичностью, был выпущен 201 номер. 202-й номер остался в редакции.
Это была одна из первых зарегистрированных в СССР газет, созданная частным лицом, не считая газеты Юлиана Семёнова. А во время известных событий в августе 1991 года, это была едва ли не единственная газета, вышедшая в Москве, несмотря на запрет. Вечером 19 августа поэт Герман Лукомников (Бонифаций) распространял её на ступенях «Белого дома» 
Финансирование газеты и организационная поддержка осуществлялась благотворительной организацией «Всесоюзный гуманитарный фонд им. А. С. Пушкина» под руководством коммерческого директора Леонида Борисовича Жукова (президент — Виктор Коркия, председатель правления — Михаил Ромм); Ромм также занимал пост главного редактора газеты.
Сотрудники редакции в разное время: Вероника Боде, Светлана Гандурина, Леонид Жуков, Митюшов Павел, Дмитрий Кузьмин, Александр Егоров, Андрей Урицкий, Эвелина Ракитская, Рада Цапина (Анчевская), Лариса Тумашева, Анна Максимова, Андрей Белашкин, Виктория Балон, Ольга Соколова, Владимир Тучков, Елена Тартаковская.
Содержание газеты посвящено современному искусству во всех его проявлениях — главным образом русскоязычной литературе. Читали газету и публиковались в ней авторы, которые испытывали определённые трудности в контактах с официозной, ангажированной частью тогдашней художественной среды. «Когда читаешь эту газету, то видишь, чем сейчас увлечены молодые люди в литературе, живописи или музыке», — отмечал в своё время Иосиф Бродский.
В апреле 1991 года «Гуманитарный фонд» выступил в защиту молодого московского художника Анатолия Осмоловского из группы «ЭТИ», участники которой выложили своими телами на брусчатке Красной площади любимое русское слово из трёх букв.
В настоящее время архив газеты размещается на сайте «Подводная лодка». Там же публикуются произведения авторов газеты и новые материалы.

## Постоянные авторы
- Арбатова, Мария Ивановна
- Боде, Вероника Николаевна
- Бунимович, Евгений Абрамович
- Голубев, Александр
- Дарк, Олег Ильич
- Егоров, Александр
- Леонид Жуков
- Зубарев, Сергей
- Искренко, Нина Юрьевна
- Иртеньев, Игорь Моисеевич
- Кацов, Геннадий Наумович
- Кедров, Константин Александрович
- Кузьмин, Дмитрий Владимирович
- Курицын, Вячеслав Николаевич
- Лукомников, Герман Геннадьевич
- Лямпорт, Ефим Петрович
- Максимова, Мария Глебовна
- Маркович, Дан Семёнович
- Мельников, Виталий Робертович
- Орлова, Милена Вячеславовна
- Ракитская, Эвелина Борисовна
- Ромм, Михаил Наумович
- Рада Цапина (Анчевская)
- Ры Никонова
- Сигей, Сергей Всеволодович
- Сид, Игорь
- Тартаковская, Елена
- Шатуновский, Марк Алексеевич

## Подписчики газеты
- Российская государственная библиотека, Москва
- Библиотека иностранной литературы, Москва
- Библиотека Конгресса, Вашингтон
- Британская библиотека, Лондон
- Видные деятели современной русскоязычной культуры, такие как В. Аксёнов, И. Бродский, В. Войнович, А. Вознесенский и мн. др.
- Российские и зарубежные критики, искусствоведы, европейские центры славистики[1].

## Память
- В ноябре 2008 года в московском клубе «Улица ОГИ» состоялся вечер «История газеты „Гуманитарный фонд“». Среди участников события были Евгений Бунимович, Вероника Боде, Герман Лукомников (Бонифаций), Людмила Вязмитинова, Дмитрий Кузьмин, Павел Митюшёв, Игорь Сид, Михаил Ромм, Андрей Белашкин, Рада Анчевская[3].